# ノンセクト・ラジカル
ノンセクト・ラジカルとは、全共闘時代以降に成立した党派に属さない活動家やグループをさす。

## 語源
「ノンセクト」は「（既存の）セクト（sect; 党派）に属していない、無党派」の意。「ラジカル」(radical) は「急進的」の意 (本来の意味は、ラディッシュと同語源の「根」から派生する「根底的・根源的」) 。

## 概要
1960年代の大学闘争は、新左翼党派（セクト）が主導して進められたが、後半には一般学生を巻き込んで展開された。その過程において、問題意識を持った学生・市民が自発的に結集し、大学闘争を展開するグループが生まれていった。このようなグループはセクトとしては活動せず、全共闘運動として緩やかな結合をしながら運動を展開した。マルクス主義者の他、アナキストやコミューン（市民）革命を目指す者もいた。日本共産党と日本民主青年同盟を強く批判するところに共通点があり、その点ではほかの新左翼諸派と変わりはない。
ノンセクト・ラジカル自身が一つの擬似党派化していると言われたり、あるいはリーダーシップの強い人物が指導者になって内部批判が難しいというような批判があった。
本質的には、国家権力はもちろん、日本共産党や新左翼党派をも含めた既存の権力に反発する者の集まりである。全共闘が組織横断的に拡大したのは、無党派の立場で運動に参加したノンセクトがセクト間の緩衝材として機能したからであるといえる。しかし、もとよりノンセクトには明確な理論や強固な組織があるわけではなく、中にはお祭り騒ぎ的に参加した者さえも存在するため、全共闘の背景にあるものは一枚岩ではなかった。
学生運動が下火になるにつれて、党派間の対立が激化すると、既存党派に吸収されたり、党派活動家に転化したりする場合もあったが、多くは運動そのものから離れていった。

## 現状
ノンセクトの運動は全共闘運動以降、縮小の一途を辿っているといわれているが、既存党派のように組織に縛られることがないため、その時代の世相にいち早く対応して行動する機動性に富んでいる。
最近では、護憲を掲げて反戦・平和運動に取り組んだり、戦後補償問題や格差社会問題に力を入れたり、海外の反グローバリズム団体と連帯するなどして組織の拡大に取り組んでいる。
2010年度以降は、ノンセクト・ラジカル系は安保関連法案に反対して国会前で「学生ハンスト」を実行したり、活動家が交流するための「オルタナティブスペース」を各地で運営するなど一部ではあるものの活動を活発化させているものが存在する。

## ノンセクト・ラジカルから派生した新左翼組織
ノンセクト・ラジカルの中には、やがて恒久的な新左翼党派を結成するに至ったものもある。
- 東アジア反日武装戦線（1972年〈昭和47年〉結成）